# معرض فنون العالم
معرض فنون العالم هو معرض دولي للفن المعاصر يُقام كل سنتين في ويلز وتنظمه مؤسسة خيرية غير ربحية تحمل الاسم نفسه.

## خلفية
منذ عام 2003 تقام جائزة معرض فنون العالم للفنون كل عامين في المتحف الوطني في كارديف. تعتبر الجائزة أكبر جائزة فنية في المملكة المتحدة بمبلغ قدره 40000 جنيه إسترليني لكل فائز بالسنة. على الرغم من أن الجائزة تشمل الفنانين الذين يستخدمون الوسائل التقليدية، مثل الطلاء، فإن هذا عادةً ما يكون فقط جزءًا من ممارستهم. وعلى الرغم من أن المعرض يُقام في كارديف، إلا أنه يركز على الفنانين العالميين.
في 2014/15 ، توسع معرض فنون العالم في نسخته السادسة إلى ما وراء المتحف الوطني وشارك في معرض الأعمال المختصرة مع مركز Chapter Arts، في كارديف، ومعرض Turner House، في بينارث.

## الموظفون
تأسس معرض فنون العالم في عام 2002 على يد الفنان الويلزي ويليام ويلكنز. كان المدير الفني المؤسس والمدير التنفيذي للشركة هو تيسا جاكسون، الذي كان يشغل سابقاً منصب مدير مجلس الفنون الاسكتلندية. في عام 2010، تم تعيين بن بورثويك مديرًا فنيًا ومديرًا تنفيذيًا، بعد أن غادر جاكسون ليقود دفة إيفا. شغل بورثويك منصب مساعد أمين في متحف تيت مودرن. في عام 2013 ترأس إدارة المعرض كارين ماكينون، بالإضافة إلى معرض غلين فيفيان، وسوانسي، وكارديف.

## الفائزون بالجوائز
- 2004: معرض فنون العالم الأول؛ زو بينغ (الصين).[7]
- 2006: معرض فنون العالم الثاني ؛ إيجا ليزا أهتيلا (فنلندا).[8]
- 2008: معرض فنون العالم الثالث؛ هارشا (الهند).[9]
- 2010: معرض فنون العالم الرابع، يائيل بارتانا (إسرائيل).[10]
- 2012: معرض فنون العالم الخامس؛ تيريسا مارغوليس (المكسيك).[11][12]
- 2014: معرض فنون العالم السادس؛ ثيستر غيتس (الولايات المتحدة الأمريكية) ، الذي أعلن أنه سيحصل على جائزة £ 40,000 الخاصة به مع المرشحين الآخرين.[13][14]
- 2016 : معرض فنون العالم السابع؛ جون أكومفراه (المملكة المتحدة).[15][16]

## روابط خارجية
- Artes Mundi